# Ihr Menschen, rühmet Gottes Liebe

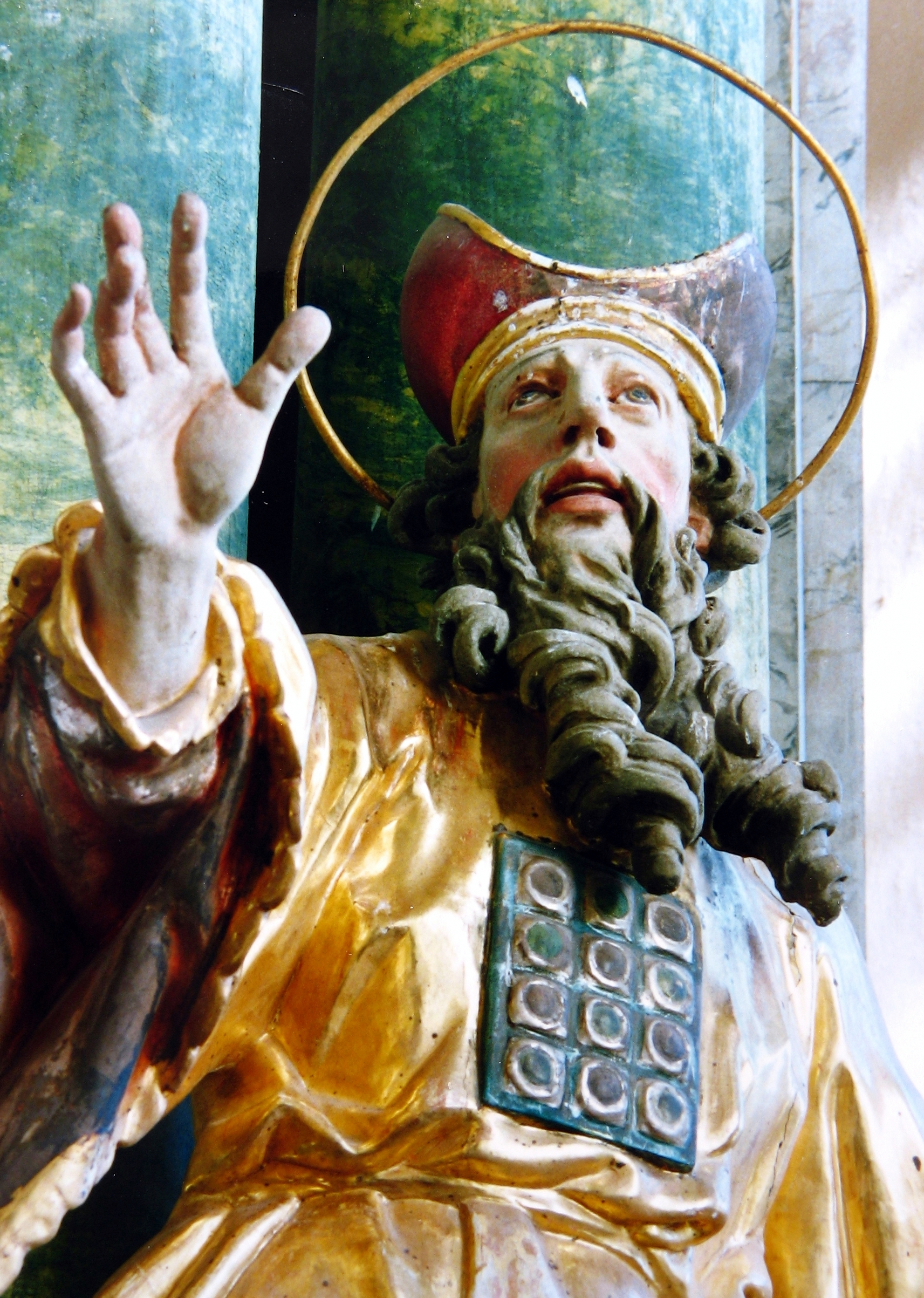
Zacharias, von Anton Sturm, 18. Jahrhundert

Ihr Menschen, rühmet Gottes Liebe (BWV 167) ist eine Kirchenkantate von Johann Sebastian Bach. Er komponierte sie in Leipzig für das Fest Johannes des Täufers und führte sie am 24. Juni 1723 zum ersten Mal auf.

## Geschichte und Worte
Bach komponierte die Kantate in seinem ersten Jahr in Leipzig, kurz nachdem er seinen Dienst als Thomaskantor aufgenommen hatte, für Johannis, das Fest Johannes des Täufers am 24. Juni 1723, das in die Woche nach dem 4. Sonntag nach Trinitatis fiel. Bach hatte am 1. Sonntag nach Trinitatis sein Amt mit einer Kantate in 14 Sätzen angetreten, Die Elenden sollen essen, und damit seinen ersten Kantatenzyklus begonnen. Im Vergleich ist das Werk für das Fest des Heiligen in fünf Sätzen weniger anspruchsvoll.
Die vorgeschriebenen Lesungen für den Sonntag waren Jes 40,1–5  und Lk 1,57–80 , die Geburt des Täufers und der Lobgesang des Zacharias, seines Vaters. Der unbekannte Dichter übernahm einige Sätze fast wörtlich aus dem Evangelium, zum Beispiel den Beginn des Lobgesangs als „Gelobet sei der Herr Gott Israel“. Die Dichtung verfolgt den Gedanken, dass Jesus, „des Weibes Samen“, die Sünden tilgen wird, die durch das Bild der Schlange veranschaulicht werden. Das letzte Rezitativ fordert alle auf, dafür wie Zacharias Lob zu singen. Das geschieht im Schlusschoral, der fünften Strophe von Johann Gramanns Nun lob, mein Seel, den Herren (1549).

## Besetzung und Aufbau
Die Kantate ist kammermusikalisch besetzt mit vier Solisten, Sopran, Alt, Tenor und Bass, vierstimmigem Chor nur im Choral, Clarino als Verstärkung der Choralmelodie, Oboe, Oboe da caccia, zwei Violinen, Viola und Basso continuo.
1. Aria (Tenor): Ihr Menschen, rühmet Gottes Liebe
2. Recitativo (Alt): Gelobet sei der Herr Gott Israel
3. Aria (Sopran, Alt): Gottes Wort, das trüget nicht
4. Recitativo (Bass): Des Weibes Samen kam
5. Choral: Sei Lob und Preis mit Ehren

## Musik
Anders als in den zuvor für Leipzig komponierten Kantaten beginnt Bach diese Kantate nicht mit einem Eingangschor, sondern mit einer Arie. Möglicherweise ging er damit vom Lobgesang des einzelnen aus. Die Arie ist nur von Streichern begleitet, teils Violine solo, teils im dichten Satz aller Streicher. Das folgende Rezitativ, das auf Johannes und Jesus auf dem Weg zur Erlösung verweist, endet in einem Arioso zu den Schlusszeilen „mit Gnad und Liebe zu erfreun und sie zum Himmelreich in wahrer Buß zu leiten“. Dieses Arioso wird von einer ostinato-Bewegung im continuo getragen, die Alberti-Bässen ähnelt.
Das folgende Duett, begleitet von einer obligaten Oboe da caccia, erzielt einen dichten Klang, da Instrument und Stimme in gleicher Tonlage auftreten, oft homophon. Der Mittelteil der da-capo-Struktur ist nochmals unterteilt, der erste Abschnitt verlässt den 3/4-Takt des Anfangsteils zum 4/4-Takt. Ein Kanon der beiden Singstimmen wird begleitet von seinem Kopfmotiv, gespielt sowohl von der Oboe als auch dem continuo. Der zweite Abschnitt kehrt zum 3/4-Takt zurück und bringt in endlosen jubelnden Läufen in Terz- und Sextparallelen die Freude über Gottes eingelöstes Versprechen zum Ausdruck.
Das letzte Rezitativ endet ebenfalls in einem Arioso, wenn es darum geht, zum Lobgesang aufzurufen. Der Bass singt die Worte „und stimmet ihm ein Loblied an“ bereits auf die Melodie des folgenden Chorals. Der Schlusschoral, ein allgemeines Loblied, ist kein schlichter vierstimmiger Satz, wie er in Bachs späteren Kirchenkantaten die Regel ist. Vielmehr setzt Bach hier erstmals alle Instrumente und alle Stimmen zusammen ein, wobei die Stimmen in ein Concerto des Orchesters eingebettet sind. Die Oboe verstärkt die Violine, die Barocktrompete tritt nur in diesem Satz auf und verstärkt den cantus firmus. Der Satz weist in seiner Anlage voraus auf die abschließenden Sätze in Bachs Weihnachtsoratorium und Himmelfahrts-Oratorium.

## Einspielungen
- Die Bach Kantate Vol. 41, Helmuth Rilling, Figuralchor der Gedächtniskirche Stuttgart, Bach-Collegium Stuttgart, Kathrin Graf, Helrun Gardow, Adalbert Kraus, Niklaus Tüller, Hänssler 1974
- J.S. Bach: Das Kantatenwerk – Sacred Cantatas Vol. 9, Nikolaus Harnoncourt, Tölzer Knabenchor, Concentus Musicus Wien, Helmut Wittek and Panito Iconomou (Solisten des Tölzer Knabenchor), Kurt Equiluz, Robert Holl, Teldec 1987
- J.S. Bach: Complete Cantatas Vol. 8, Ton Koopman, Amsterdam Baroque Orchestra & Choir, Dorothea Röschmann, Bogna Bartosz, Jörg Dürmüller, Klaus Mertens, Antoine Marchand 1998
- J.S. Bach: Cantatas Vol. 9 (Cantatas from Leipzig 1725), Masaaki Suzuki, Bach Collegium Japan, Midori Suzuki, Robin Blaze, Gerd Türk, Chiyuki Urano, BIS 1998
- Bach Cantatas Vol. 1: City of London / For the Feast of St. John the Baptist, John Eliot Gardiner, Monteverdi Choir, English Baroque Soloists, Joanne Lunn, Wilke te Brummelstroete, Paul Agnew, Dietrich Henschel, Soli Deo Gloria 2000
- Bach Cantates De Saint-Jean Baptiste / Intégrale des cantates sacrées Vol. 1, Eric J. Milnes, Montréal Baroque, Suzie LeBlanc, Daniel Taylor, Charles Daniels, Stephan MacLeod, ATMA 2004